# 바네사 베라크루즈

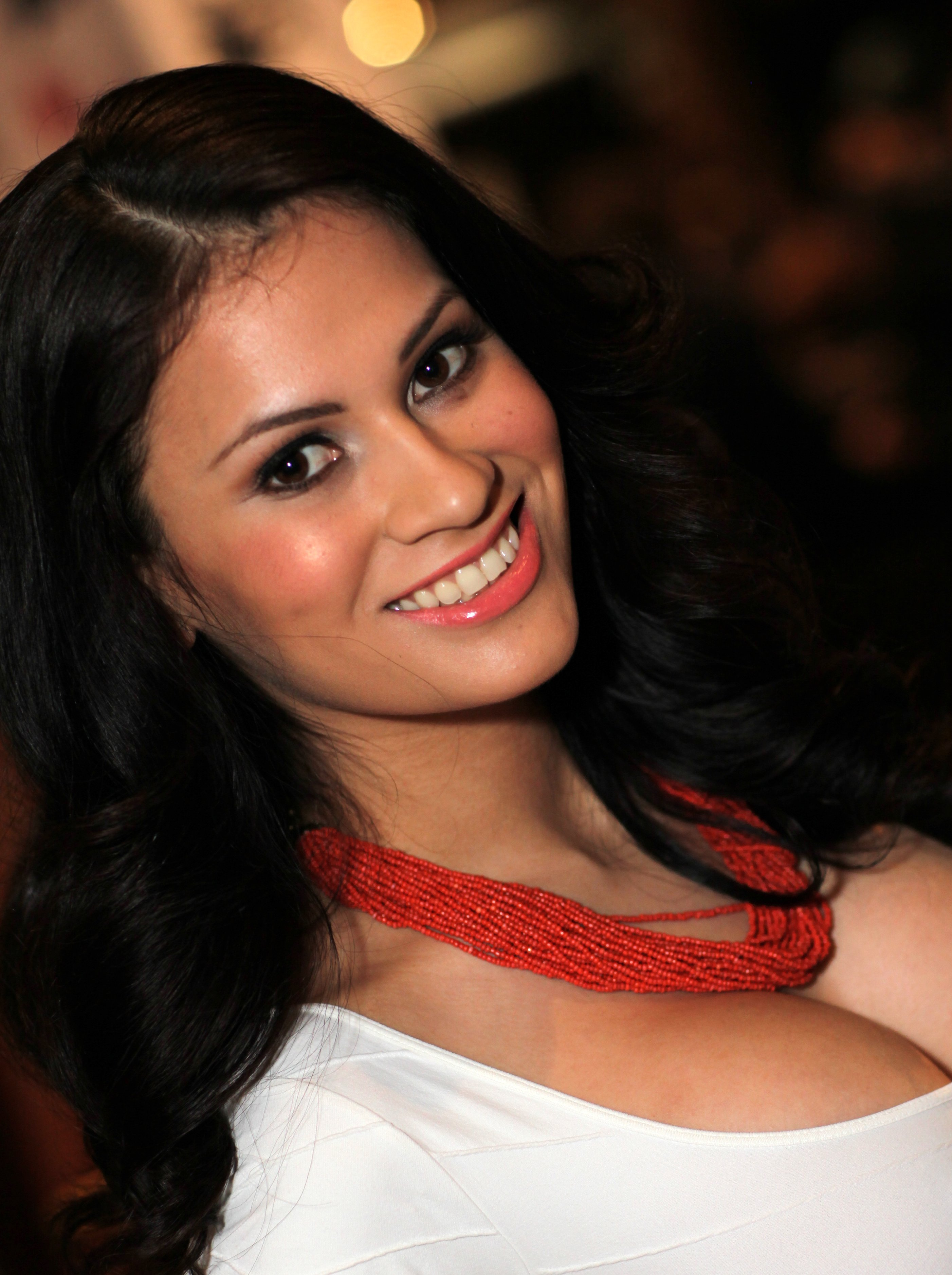

바네사 베라크루즈(Vanessa Veracruz, 1988년 12월 6일 ~ )은 미국 여자 AV 배우다. 키는 167cm에다가 몸무게는 42kg이다.
포르노 산업에서 일하기 전에 긴급 치료 센터에서 관리자로 일했다. 그는이 연구를 다른 의료 보조 및 간호학 연구와 결합했다. 조금씩 그는 성인 모델의 세계에 관심을 가지기 시작하여 2011년 24살때 AV 배우로 시작을 했다. 자신을 공개적으로 양성애자로 선언하지만 그녀의 영화 시작에서와 같이 거의 독점적으로 레즈비언 섹스 공연을 위해 두드려냈다. 2015년 그녀는 레즈비언 테마 영화 리빙 안 팬터시 레인과 함께 감독으로 등장했다. 지금까지 그녀는 여자 AV배우로 240편이 넘는 영화를 작업했다.